# Riu Alcanadre
L'Alcanadre és un riu de l'Aragó, afluent del Cinca. Neix a la serra del Galardón, a uns 1.600 m d'altitud, i desemboca al Cinca prop de Ballobar, després d'un recorregut de 138 km.
Travessa la serra de Guara tot formant profunds barrancs i gorgs molt apreciats pels barranquistes. Els seus afluents principals són els rius Balcés, Barranc de Mascún, Flumen i Guatizalema.